# Jimmy Howard
James „Jimmy“ Howard (* 26. března 1984 Ogdensburg, New York, USA) je bývalý americký hokejový brankář. Celou kariéru v NHL odehrál za Detroit Red Wings.

## Kariéra
Jimmy Howard začal svojí juniorskou kariéru v týmu Westport Rideaus v lize Eastern Ontario Junior Hockey League, kde hrál ve věku 14–16 let, před tím než nastoupil do Amerického národního hokejového rozvojového programu. V sezóně 2001/02 hrál za americký národní tým do 17 a do 18 let. V dubnu 2002 hrál za Spojené státy na MS do 18 let na Slovensku, kde po se po šesti zápasech turnaje radovali ze zlatých medailí a Howard týmu přispěl tím, že měl na turnaji nejlepší procento úspěšnosti chycených střel a nejnižší průměr obdržených branek a následně byl jmenován americkým brankářem roku. Poté Howard navštěvoval Univerzitu v Maine, kde chytal za jejich mužský tým Maine Black Bears. V sezóně chytal s týmem na turnaji Frozen Four, ale prohráli s Univerzitou z Denveru 0:1. V době, kdy hrál za Maine, byl draftován Detroitem Red Wings do NHL ve 2. kole draftu 2003 na celkově 64. místě. Během tří sezón u Black Bears vytvořil několik týmových a ligových rekordů.
Počínaje sezonou 2005/06 začal Howard svojí kariéru v AHL, kde chytal za farmářský tým Detroitu Red Wings – Grand Rapids Griffins, odkud byl občas povoláván do Detroitu. V této sezoně si připsal mnoho osobních rekordů v AHL a na konci sezony byl jmenován do All-Rookie Teamu AHL a pomohl týmu Griffins k nejdelší sérii vítězných zápasů v počtu 12. V té sezoně, také chytal ve 4 zápasech za Red Wings v NHL.
V sezoně 2007/08 chytal v dalších 4 zápasech NHL. Jednou chytal i v sezoně 2008/09 a tím se jeho celkový počet zápasů vyšplhal na 9 utkání.
Když v sezoně 2007/08 vyhrál Detroit Red Wings Stanley Cup, tak Howard vzhledem k pouhým 4 odchytaným zápasům v základní části nesplnil podmínky k jeho zisku, nicméně dostal od vedení Detroitu právo, mít ve své moci Stanley Cup na jeden den, stejně jako ostatní hráči. Po odchodu Dominika Haška do hokejového důchodu, (který později přerušil), v sezoně 2009/10 sekundoval prvnímu brankáři Red Wings Chrisu Osgoodovi – Ty Conklin.

### Sezona 2009/10
Situace v klubu se pro Howarda otočila k lepšímu v přestávce po sezoně 2009/10, kdy Detroit nenabídl novou smlouvu brankáři Tyovi Conklinovi a Howarda povýšili na stálého náhradníka Chrise Osgooda. Při jeho prvním vítězství v sezoně 2009/10, 27. října 2009 proti Vancouveru Canucks, chytil 20 střel. 17. prosince 2009 vychytal první čisté konto ve své kariéře v NHL při vítězství 3:0 nad Tampou Bay Lightning. Postupně si do poloviny sezony vydobyl pozici prvního brankáře Detroitu a udržel si tuto pozici až do konce sezony. Howard dokončil sezonu úspěšně a byl mezi nejlepšími pěti brankáři ve statistikách v průměru obdržených gólů a v procentu chycených střel. Připsal si 37 vítězství a 15 porážek a byl nominován na Calder Memorial Trophy pro nejlepšího nováčka sezony.
14. dubna 2010 hrál Howard ve svém prvním zápase v playoff NHL při porážce 2:3 od Phoenixu Coyotes. 20. dubna 2010 vychytal své první čisté konto v playoff NHL, když chytil všech 29 střel při vítězství 3:0 nad Coyotes. Nakonec Detroit vyřadil Kojoty v sedmi zápasech. Následně ovšem byli vyřazeni týmem San José Sharks v pěti zápasech. Calder Memorial Trophy nakonec získal Tyler Myers a Howard skončil v hlasování druhý. Byl ovšem za tuto sezonu jmenován do NHL All-Rookie Teamu.

### Sezona 2010/11
Howard hned v prvním zápase sezony 2010/11 vychytal čisté konto proti Anaheimu Ducks, když pochytal všech 21 střel.
V playoff pak jeho tým čekal stejný osud jako v sezóně 2009/10. Postoupily přes Coyotes tentokrát ve 4 zápasech a následně vypadli se Sharks v 7 zápasech. Po této sezóně ukončil kariéru Chris Osgood a Detroit hledal Howardovi náhradníka a nakonec se do týmu vrátil Ty Conklin.
Dne 10. října 2020, po 14 sezónách v klubu, bylo oznámeno, že s ním Red Wings neuzavřou novou smlouvu a Howard se tak stal volným hráčem. 28. ledna 2021 ukončil hráčskou kariéru.

## Individuální úspěchy
- 2002 - Nejnižší průměr obdržených branek na MS 18'
- 2002 - Nejvyšší procento úspěšnosti na MS 18'
- 2002 - USA Hockey Goaltender of the Year
- 2003 - Hockey East All-Rookie Team
- 2003 - Hockey East Rookie of the Year
- 2004 - NCAA East 2. All-American Team
- 2004 - Hockey East 1. All-Star Team
- 2004 - Hockey East Tournament MVP
- 2006 - AHL All-Rookie Team
- 2008 - AHL All-Star Game
- 2010 - NHL All-Rookie Team

## Týmové úspěchy
- 2002 - Zlatá medaile na MS 18'
- 2004 - Šampion Hockey East

## Prvenství
- Debut v NHL - 28. listopadu 2005 (Los Angeles Kings proti Detroit Red Wings)
- První inkasovaný gól v NHL - 28. listopadu 2005 (Los Angeles Kings proti Detroit Red Wings, americkým obráncem Joe Corvo)
- První čisté konto v NHL - 17. prosince 2009 (Detroit Red Wings proti Tampa Bay Lightning)

## Statistiky

### Základní části
| Sezona       | Tým                   | Liga         | Z   | V   | P   | R | Pvp | MIN    | OG    | ČK | POG  | %ChS |
| ------------ | --------------------- | ------------ | --- | --- | --- | - | --- | ------ | ----- | -- | ---- | ---- |
| 1999–00      | Westport Rideaus      | EOJHL        | 22  | —   | —   | — | —   | —      | —     | —  | 2.66 | —    |
| 2000–01      | Kanata Valley Lasers  | CJHL         | 25  | —   | —   | — | —   | —      | —     | —  | 3.69 | —    |
| 2001–02      | US NTDP Juniors       | USHL         | 8   | 4   | 3   | 0 | —   | 425    | 14    | 0  | 1.98 | .927 |
| 2001–02      | US NTDP 18            | NAHL         | 8   | 3   | 4   | 0 | —   | 381    | 25    | 0  | 3.93 | —    |
| 2001–02      | US NTDP 18            | USDP         | 19  | 15  | 4   | 1 | —   | 1170   | 37    | 4  | 1.90 | —    |
| 2002–03      | University of Maine   | HE           | 21  | 14  | 6   | 0 | —   | 1,151  | 47    | 3  | 2.45 | .916 |
| 2003–04      | University of Maine   | HE           | 22  | 14  | 4   | 3 | —   | 1,364  | 27    | 6  | 1.19 | .956 |
| 2004–05      | University of Maine   | HE           | 39  | 19  | 13  | 7 | —   | 2,310  | 74    | 6  | 1.92 | .924 |
| 2005–06      | Grand Rapids Griffins | AHL          | 38  | 27  | 6   | — | 2   | 2,141  | 92    | 2  | 2.58 | .910 |
| 2005–06      | Detroit Red Wings     | NHL          | 4   | 1   | 2   | — | 0   | 200    | 10    | 0  | 2.98 | .904 |
| 2006–07      | Grand Rapids Griffins | AHL          | 49  | 21  | 21  | — | 3   | 2,776  | 125   | 6  | 2.70 | .911 |
| 2007–08      | Grand Rapids Griffins | AHL          | 54  | 21  | 28  | — | 2   | 3,097  | 146   | 2  | 2.83 | .907 |
| 2007–08      | Detroit Red Wings     | NHL          | 4   | 0   | 2   | — | 0   | 197    | 7     | 0  | 2.13 | .926 |
| 2008–09      | Grand Rapids Griffins | AHL          | 45  | 21  | 18  | — | 4   | 2,644  | 112   | 4  | 2.54 | .916 |
| 2008–09      | Detroit Red Wings     | NHL          | 1   | 0   | 1   | — | 0   | 59     | 4     | 0  | 4.10 | .857 |
| 2009–10      | Detroit Red Wings     | NHL          | 63  | 37  | 15  | — | 10  | 3,740  | 141   | 3  | 2.26 | .924 |
| 2010–11      | Detroit Red Wings     | NHL          | 63  | 37  | 17  | — | 5   | 3,615  | 168   | 2  | 2.79 | .908 |
| 2011–12      | Detroit Red Wings     | NHL          | 57  | 35  | 17  | — | 4   | 3,360  | 119   | 6  | 2.13 | .920 |
| 2012–13      | Detroit Red Wings     | NHL          | 42  | 21  | 13  | — | 7   | 2,446  | 87    | 5  | 2.13 | .923 |
| 2013–14      | Detroit Red Wings     | NHL          | 51  | 21  | 19  | — | 11  | 3,004  | 133   | 2  | 2.66 | .910 |
| 2014–15      | Detroit Red Wings     | NHL          | 53  | 23  | 13  | — | 11  | 2,971  | 121   | 2  | 2.44 | .910 |
| 2015–16      | Detroit Red Wings     | NHL          | 37  | 14  | 14  | — | 5   | 1,974  | 92    | 2  | 2.80 | .906 |
| 2016–17      | Detroit Red Wings     | NHL          | 26  | 10  | 11  | — | 1   | 1,397  | 49    | 1  | 2.10 | .927 |
| 2016–17      | Grand Rapids Griffins | AHL          | 4   | 3   | 1   | — | 0   | 227    | 8     | 1  | 2.11 | .920 |
| 2017–18      | Detroit Red Wings     | NHL          | 60  | 22  | 27  | — | 9   | 3,368  | 160   | 1  | 2.85 | .910 |
| 2018–19      | Detroit Red Wings     | NHL          | 55  | 23  | 22  | — | 5   | 3,053  | 156   | 0  | 3.07 | .909 |
| 2019–20      | Detroit Red Wings     | NHL          | 27  | 2   | 23  | — | 2   | 1,372  | 96    | 0  | 4.20 | .882 |
| 2019–20      | Grand Rapids Griffins | AHL          | 2   | 1   | 1   | — | 0   | 124    | 5     | 0  | 2.42 | .917 |
| Celkem v NHL | Celkem v NHL          | Celkem v NHL | 543 | 246 | 196 | — | 70  | 30,755 | 1,343 | 24 | 2.62 | .912 |

### Play-off
| Sezona       | Tým                   | Liga         | Z  | V  | P  | MIN   | OG  | ČK | POG  | %ChS |
| ------------ | --------------------- | ------------ | -- | -- | -- | ----- | --- | -- | ---- | ---- |
| 2005–06      | Grand Rapids Griffins | AHL          | 14 | 6  | 7  | 763   | 44  | 0  | 3.46 | .885 |
| 2006–07      | Grand Rapids Griffins | AHL          | 7  | 3  | 4  | 434   | 14  | 0  | 1.93 | .927 |
| 2008–09      | Grand Rapids Griffins | AHL          | 10 | 4  | 6  | 598   | 24  | 0  | 2.41 | .900 |
| 2009–10      | Detroit Red Wings     | NHL          | 12 | 5  | 7  | 720   | 33  | 1  | 2.75 | .915 |
| 2010–11      | Detroit Red Wings     | NHL          | 11 | 7  | 4  | 673   | 28  | 0  | 2.50 | .923 |
| 2011–12      | Detroit Red Wings     | NHL          | 5  | 1  | 4  | 295   | 13  | 0  | 2.64 | .888 |
| 2012–13      | Detroit Red Wings     | NHL          | 14 | 7  | 7  | 859   | 35  | 1  | 2.44 | .924 |
| 2013–14      | Detroit Red Wings     | NHL          | 3  | 1  | 2  | 178   | 6   | 1  | 2.02 | .931 |
| 2014–15      | Detroit Red Wings     | NHL          | 1  | 0  | 0  | 20    | 1   | 0  | 3.00 | .917 |
| 2015–16      | Detroit Red Wings     | NHL          | 2  | 0  | 2  | 118   | 7   | 0  | 3.59 | .891 |
| Celkem v NHL | Celkem v NHL          | Celkem v NHL | 48 | 21 | 26 | 2,864 | 123 | 3  | 2.58 | .918 |

### Reprezentace
| Rok                       | Tým                       | Soutěž                    | Z  | V | P | R | MIN | OG | ČK | POG  | %ChS |
| ------------------------- | ------------------------- | ------------------------- | -- | - | - | - | --- | -- | -- | ---- | ---- |
| 2002                      | USA 18                    | MS-18                     | 6  |   |   |   | 360 | 8  | 1  | 1.33 | .954 |
| 2003                      | USA 20                    | MSJ                       | 3  | 0 | 1 | 0 | 79  | 8  | 0  | 6.08 | .800 |
| 2012                      | USA                       | MS                        | 7  | 5 | 2 | — | 421 | 17 | 1  | 2.42 | .911 |
| 2014                      | USA                       | OH                        | 0  | — | — | — | —   | —  | —  | —    | —    |
| 2017                      | USA                       | MS                        | 6  | 4 | 2 | — | 355 | 11 | 1  | 1.86 | .920 |
| Juniorská kariéra celkově | Juniorská kariéra celkově | Juniorská kariéra celkově | 9  | — | — | — | 439 | 16 | 1  | 2.19 | —    |
| Seniorská kariéra celkově | Seniorská kariéra celkově | Seniorská kariéra celkově | 13 | 9 | 4 | — | 776 | 28 | 2  | 2.16 | .915 |